# Proparachaeta carvalhoi
Proparachaeta carvalhoi là một loài ruồi trong họ Tachinidae.